# Aedilis curulis
De aedilis curulis werd aangesteld in 367 v.Chr. als patricische tegenhanger van de aedilis plebis. De twee aediles curules hielden zich bezig met het organiseren van publieke festiviteiten in Rome. Mits men diep in de buidel wilde tasten, kon dit ambt grote populariteit opleveren. Geleidelijk aan zouden zij ook dezelfde zaken gaan beheren als de aediles plebis, maar hun waardigheid was groter omdat zij recht hadden op een sella curulis (met ivoor ingelegde zetel) in de senaat. Zij waren bovendien bevoegd voor de markt en kondigden ieder jaar de wetten die het commerciële leven van de markten moest regelen af in hun edictum curulium aedilium. Met het edictum perpetuum van Hadrianus werd deze wetgevende bevoegdheid van de aediles curules afgenomen. Sinds 200 v.Chr. werd men al vanaf de functie van aedilis curulis in de senaat opgenomen.